# Antoine-Urbain Coustelier
Antoine-Urbain Coustelier, mort à Paris le 25 novembre 1724, est un imprimeur-libraire français.

## Biographie
Libraire-imprimeur du duc d'Orléans, il est le fils du libraire parisien Urbain Coustelier. Reçu lui-même libraire le 12 février 1712 puis imprimeur le 17 février 1720 en vertu d'un arrêt du Conseil du 8 janvier 1720, il est connu pour sa publication en dix volumes d'une collection d'anciens poètes français qui comprend La Farce de Pathelin, François Villon, Jean Marot, Crétin, Guillaume Coquillart, la Légende de Pierre Faifeu, Martial d'Auvergne et Honorat de Bueil de Racan. 
Beau-frère du libraire François-Gabriel Mérigot, en relation avec les Bénédictins mauristes, notamment dom Augustin Calmet, il meurt à Paris en novembre 1724. Sa veuve Marie-Anne Mérigot lui succède avant de se démettre en décembre 1728 et de se remarier avec le libraire Jacques Guérin.
Antoine-Urbain Coustelier est le père d'Urbain, mort en 1763, qui a édité les dix-sept premiers volumes de la Collection Barbou.